# Kurabagatti, Dharwad
Kurabagatti là một làng thuộc tehsil Dharwad, huyện Dharwad, bang Karnataka, Ấn Độ.